# Ford C-Max
Ford C-Max – samochód osobowy typu minivan klasy kompaktowej produkowany pod amerykańską marką Ford w latach 2003 – 2019.

## Pierwsza generacja

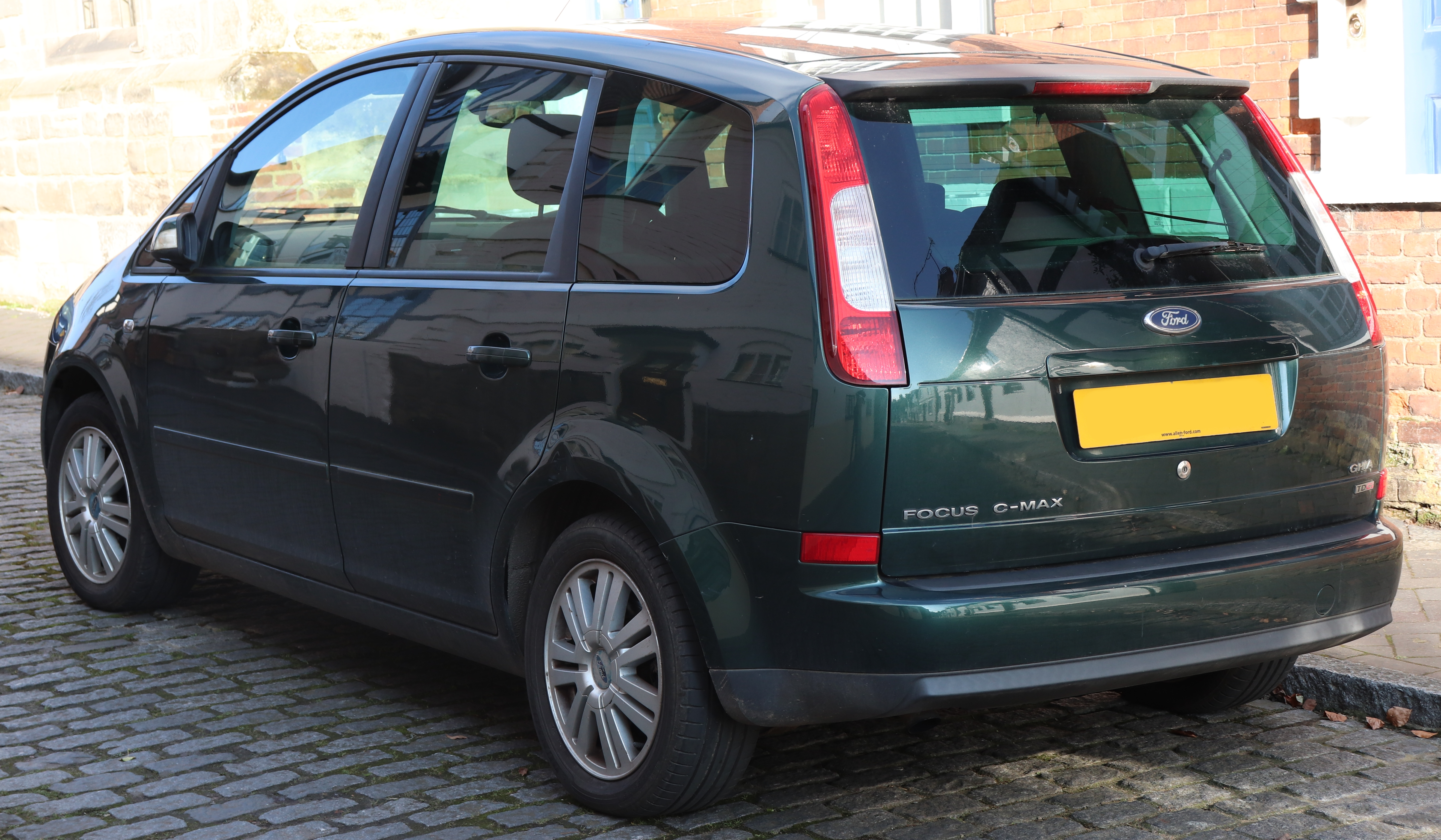
Ford Focus C-Max – tył

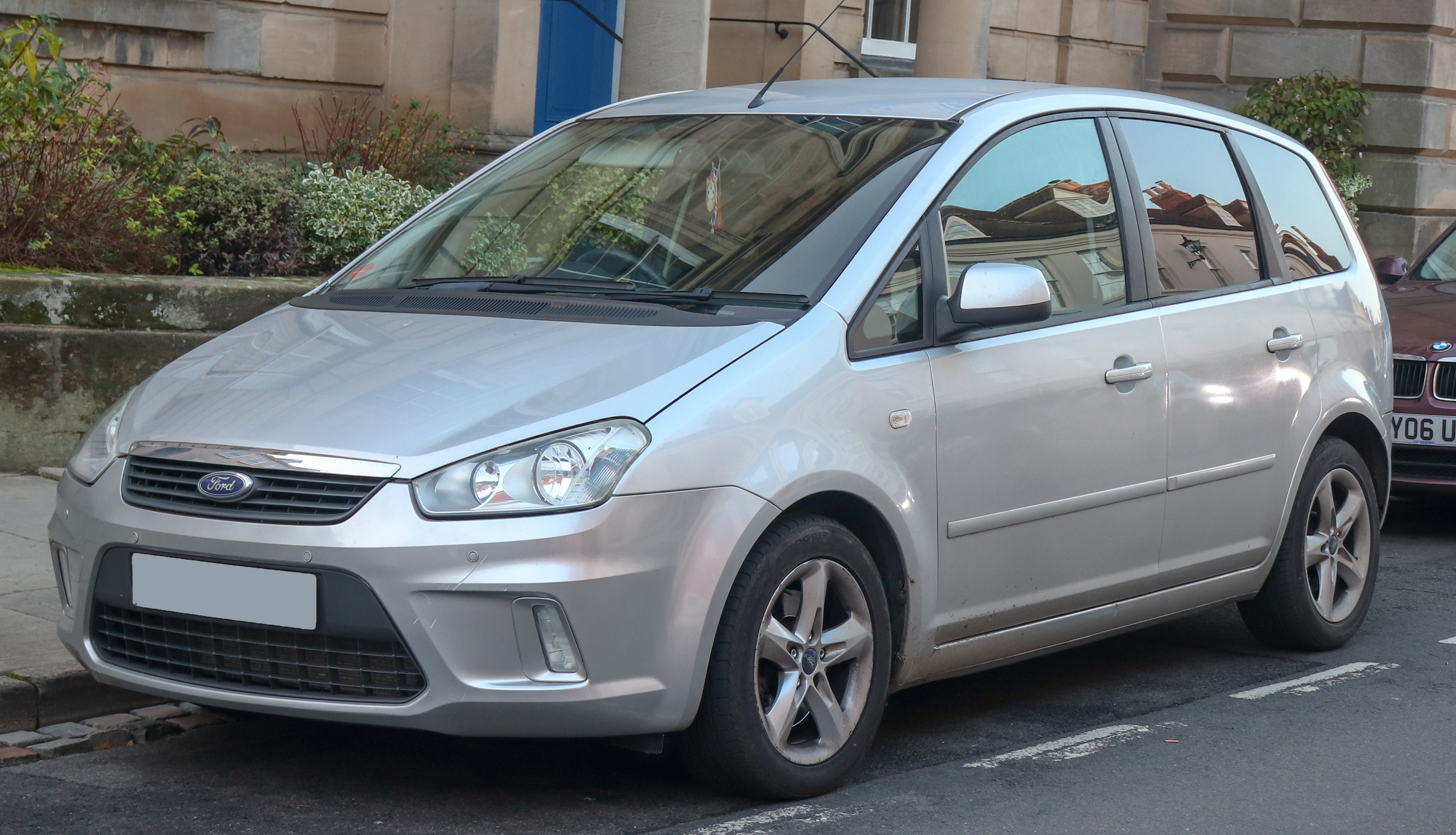
Ford C-Max – wersja po liftingu

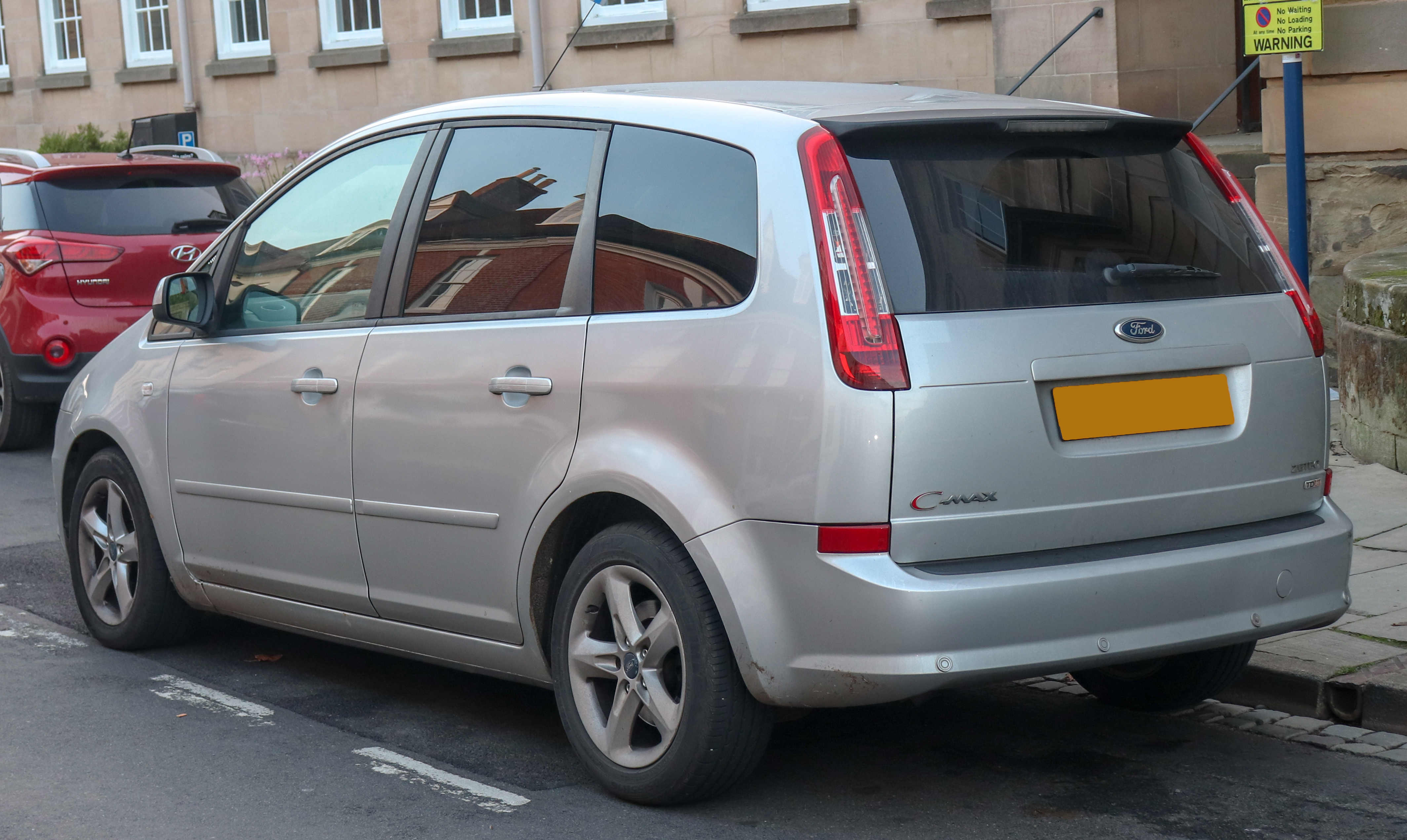
Ford C-Max – tył wersji po liftingu

Ford C-Max I został zaprezentowany po raz pierwszy podczas targów motoryzacyjnych w Genewie w 2003.
Pierwsza generacja C-Maxa została zaprezentowana po raz pierwszy podczas targów motoryzacyjnych w Genewie w 2003 roku pod nazwą Ford Focus C-Max, podkreślając przez to związek tego modelu z kompaktowym Focusem. Samochód charakteryzował się przeszklonym nadwoziem i jednobryłową sylwetką.
Pojazd był pierwszym kompaktowym minivanem Forda, opartym o płytę podłogową Ford C1, którą wykorzystano także w Maździe Premacy oraz w zaprezentowanym rok później Focusie drugiej generacji. Model Focus C-Max był zapowiedzią stylistyki standardowego Focusa II.

### Lifting
W grudniu 2006 roku zaprezentowano zmodyfikowaną wersję pojazdu, w ramach której nazwa została uproszczona i skrócona do Ford C-Max. Facelifting nadwozia polegał głównie na zmianie wyglądu przodu pojazdu oraz modyfikacji tylnych lamp poprzez zastosowanie technologii LED. Oprócz tego, nieznacznie zmieniono wygląd wnętrza (przeprojektowany licznik oraz kolor podświetlenia przycisków zmieniony z zielonego na czerwony). Nowy wygląd nawiązuje do stylu Kinetic Design.

### Wersje wyposażenia
- Trend
- Ambiente
- Ghia
- Titanium

### Silniki
| Silnik             | Pojemność skokowa [cm³] | Typ silnika     | Moc maksymalna [KM] (kW) przy obr./min | Maks. moment obrotowy [Nm] przy obr./min |
| ------------------ | ----------------------- | --------------- | -------------------------------------- | ---------------------------------------- |
| 1.6 Duratec        | 1596                    | benzynowy R4    | 100(75)/6000                           | 146/4000                                 |
| 1.6 Duratec Ti-VCT | 1596                    | benzynowy R4    | 115(86)/6000                           | 155/4150                                 |
| 1.8 Duratec HE     | 1798                    | benzynowy R4    | 125(92)/6000                           | 165/4000                                 |
| 2.0 Duratec HE     | 1999                    | benzynowy R4    | 145(108)/6000                          | 185/4500                                 |
| 1.6 Duratorq       | 1560                    | wysokoprężny R4 | 90(67)/4000                            | 215/1750                                 |
| 1.6 Duratorq       | 1560                    | wysokoprężny R4 | 109(81)/4000                           | 240/1750 lub 260/1750                    |
| 1.8 Duratorq       | 1753                    | wysokoprężny R4 | 115(86)/3700                           | 280/1750 lub 300/1750                    |
| 2.0 Duratorq       | 1997                    | wysokoprężny R4 | 136(101)/4000                          | 320/2000 lub 340/2000                    |

## Druga generacja

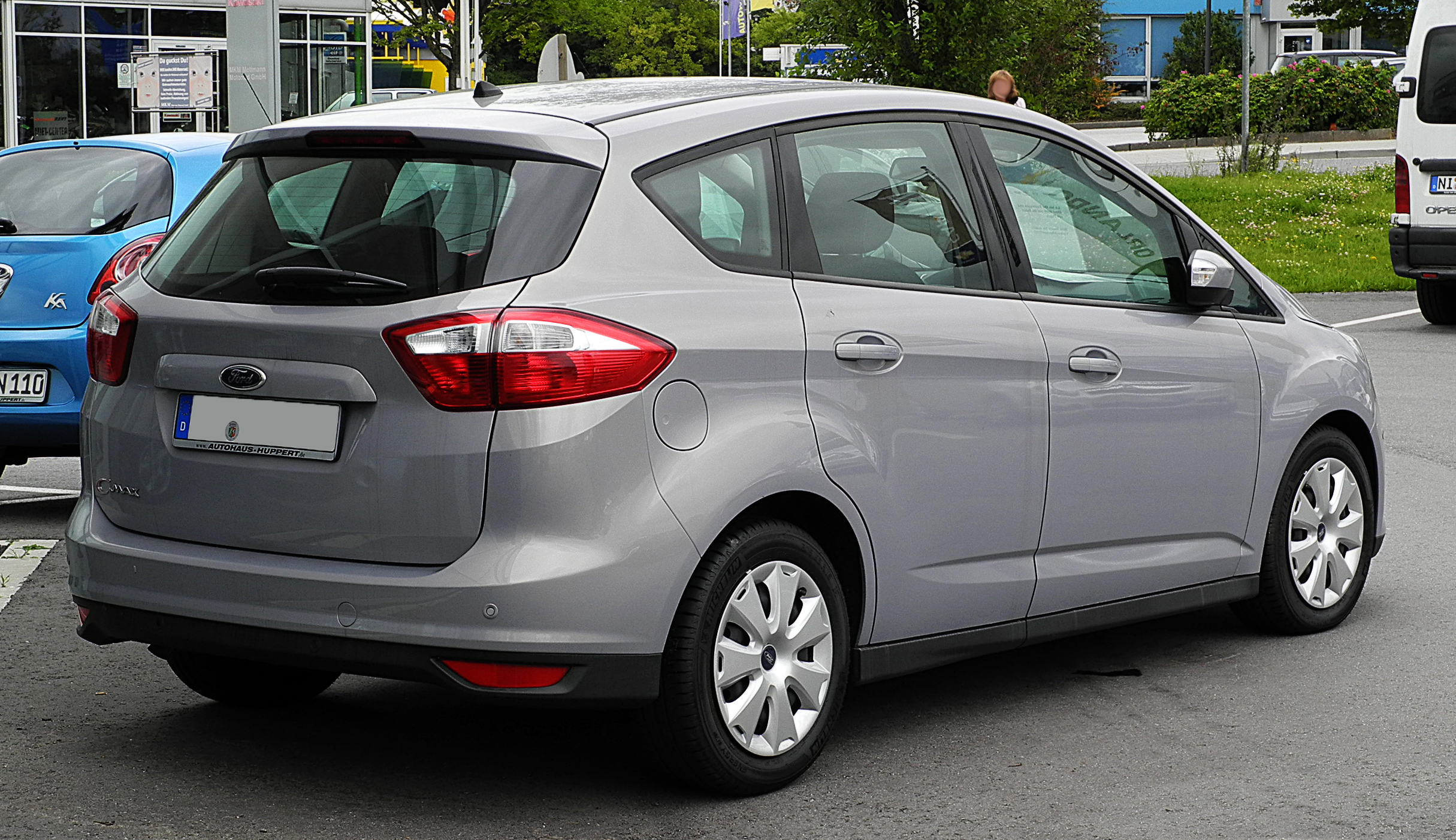
Ford C-Max II – tył

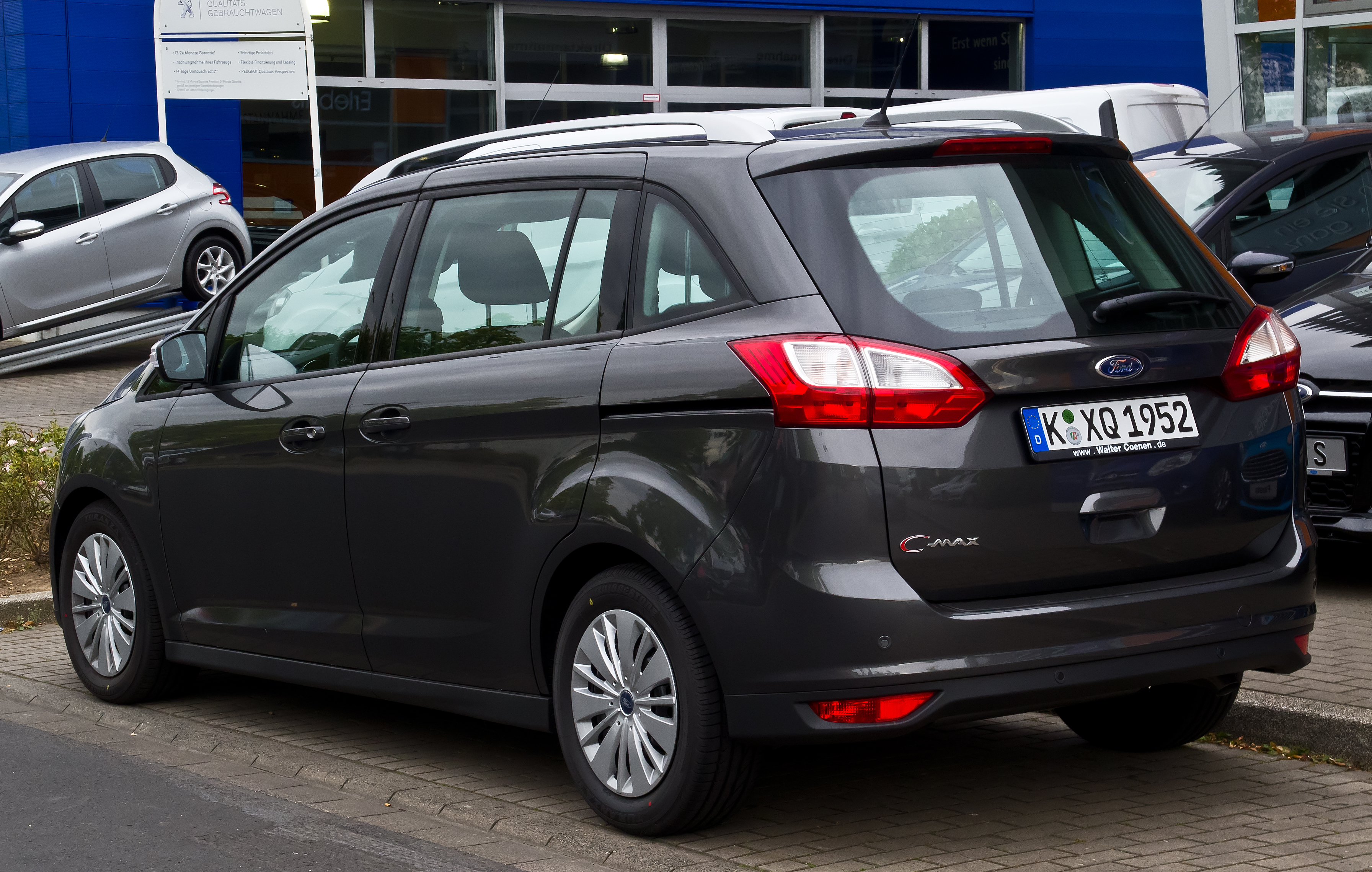
Ford Grand C-Max

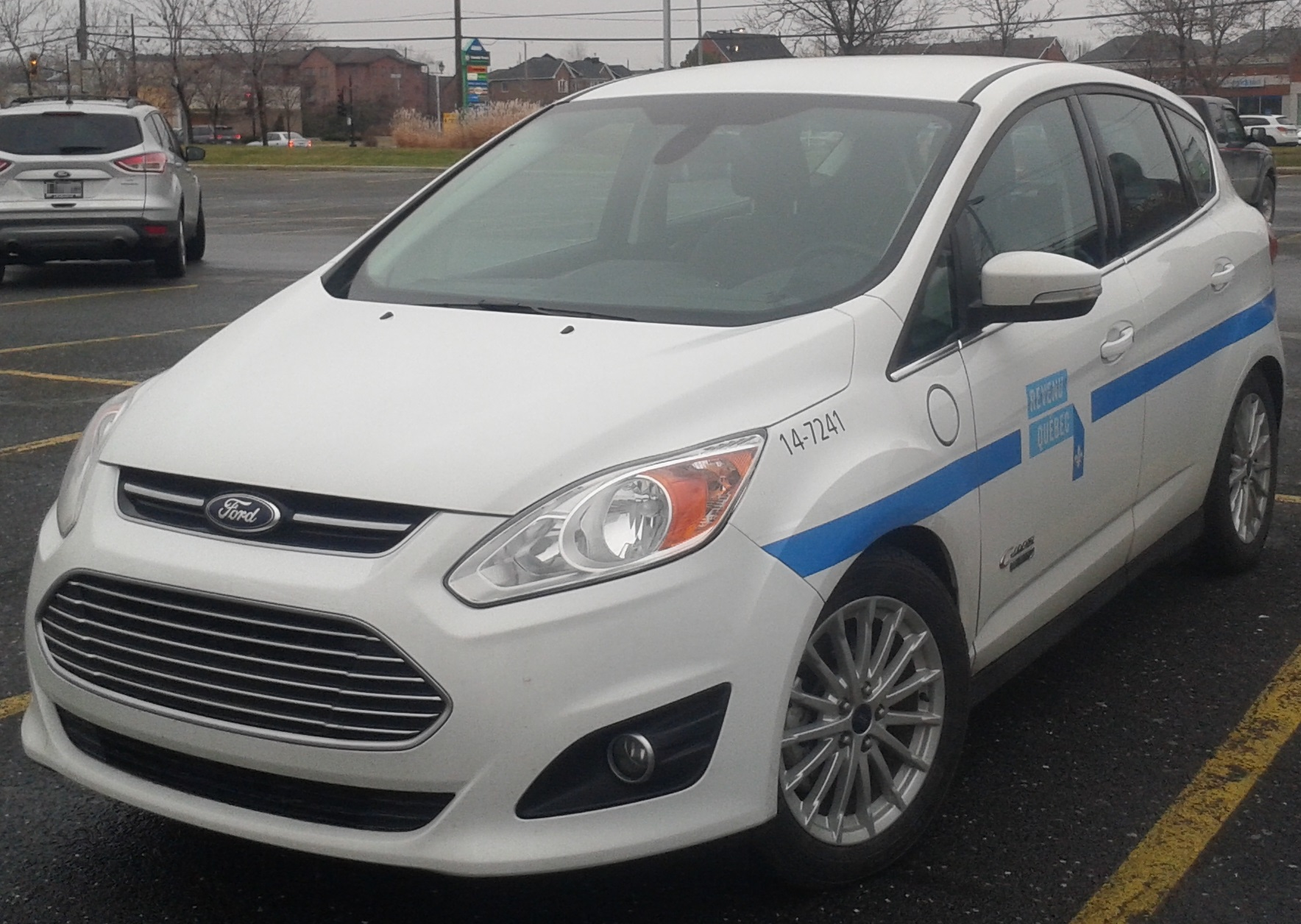
Ford C-Max Energi

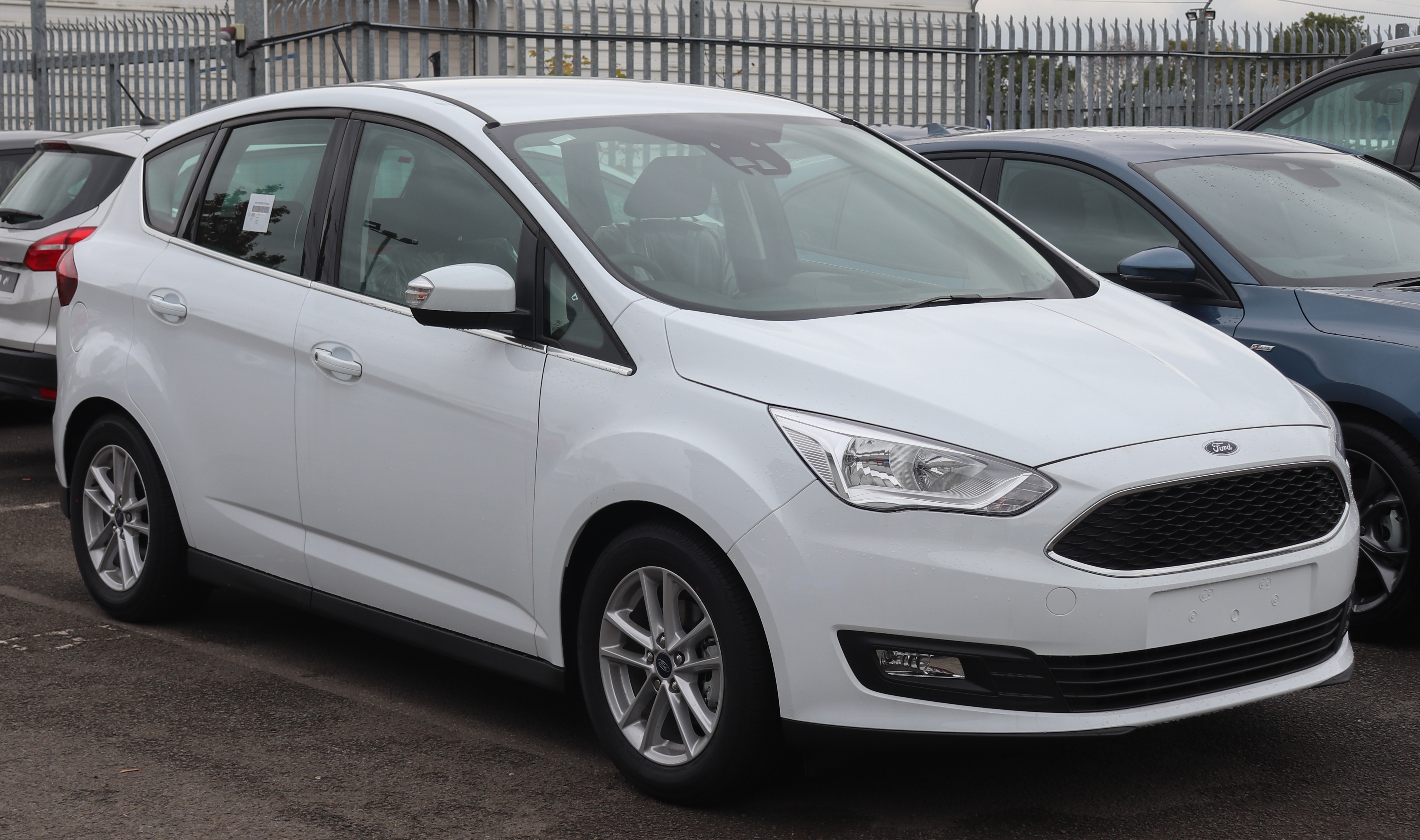
Ford C-Max II po liftingu

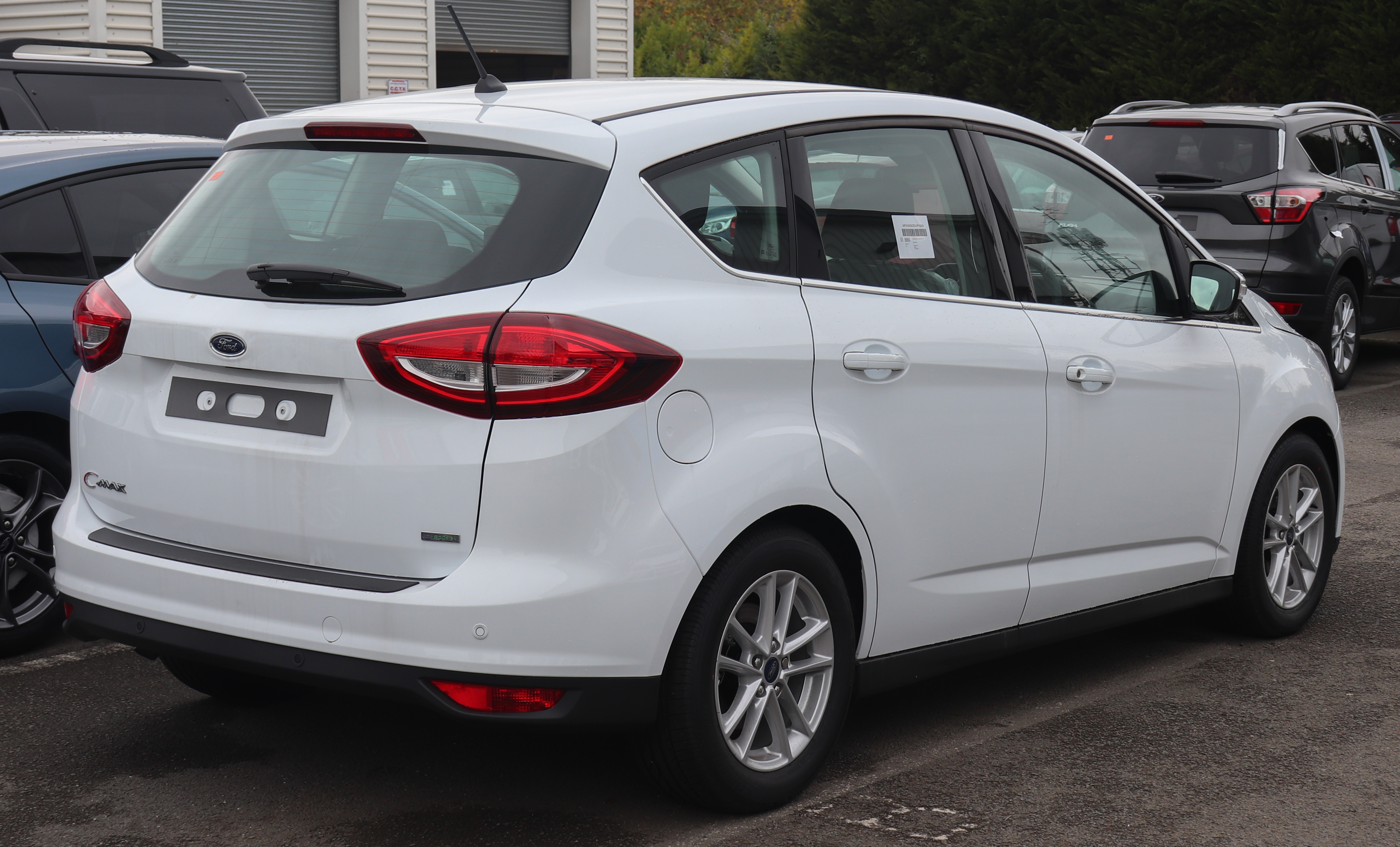
Ford C-Max II – tył po liftingu

Ford C-Max II został zaprezentowany po raz pierwszy w 2009 roku.
Po przedstawieniu pierwszych fotografii we wrześniu, pojazd został oficjalnie zaprezentowany podczas targów motoryzacyjnych we Frankfurcie jesienią 2009 roku.
Druga generacja C-Maksa jako pierwszy po miejskiej Fieście zaadaptowała nową generację języka stylistycznego Kinetic Design Forda, zyskując bardziej dynamiczną stylizację z dużym, trapezoidalnym wlotem w zderzaku, zadartą linią okien, agresywnie ukształconymi reflektorami i wyraźnie zarysowanymi przetłoczeniami na drzwiach bocznych.
Deska rozdzielcza utrzymała została w nowej awangardowej stylistyce Forda, również nawiązując do schematu stosowanego w przedstawionej rok wcześniej szóstej generacji Fiesty. Rozległa konsola centralna zyskała masywny panel radia, a także szeroko rozstawione nawiewy. Wyświetlacze umożliwiły kierowcy komunikowanie się z systemami HMI nowej generacji.

### Grand C-Max
Równolegle z podstawowym C-Maksem drugiej generacji, Ford wzorem konkurencyjnego Citroëna i Renault zdecydował się poszerzyć gamę swojego kompaktowego minivana o przedłużony wariant pod nazwą Grand C-Max. Samochód zyskał wyżej poprowadzoną linię dachu, odsuwane drzwi drugiego rzędu siedzeń, a także inaczej stylizowaną tylną część nadwozia.

### C-Max Energi
Specjalnie z myślą o rynku północnoamerykańskim zbudowana została także spalinowo-elektryczna odmiana Ford C-Max Energi o napędzie hybrydowym typu plug-in, która po prezentacji prototypu w 2011 roku, oficjalnie trafiła do sprzedaży w styczniu 2014.
Pojazd łączył czterocylindrowy silnik benzynowy o pojemności 2 litrów, razem z silnikiem elektrycznym i baterią rozwijając 188 KM mocy. Dzięki zastosowaniu paneli słonecznych na dachu, pojazd umożliwiał przejechanie ok. 1000 kilometrów przy średnim spalaniu 2,5l/100 km.

### Lifting
We wrześniu 2014 Ford zaprezentował odświeżone modele C-Max i Grand C-Max. Gama po restylizacji zyskała m.in. nowy, charakterystyczny dla producenta, kształt osłony chłodnicy, reflektory zintegrowane z ledowymi światłami do jazdy dziennej i przemodelowaną tylną klapę. We wnętrzu zmienił się kształt konsoli środkowej (na szczycie pojawił się dotykowy ekran o przekątnej 8 cali). Zmodyfikowano również paletę jednostek napędowych.

### Sprzedaż
W przeciwienstwie do poprzednika, C-Max oferowany i produkowany był także w Stanach Zjednoczonych z myślą o rynku Ameryki Północnej. W ramach polityki redukcji nierentownych modeli, którą ogłoszono w kwietniu 2018 roku, samochód wycofano z produkcji w zakładach w Wayne kilka miesięcy później.
W grudniu 2018 roku Ford poinformował, że również i w Europie model C-Max wzorem wersji amerykańskiej i zostanie wycofany ze sprzedaży bez przewidywanego następcy. Produkcja w zakładach w Walencji i Saarlouis zakończyła się w 2019 roku. Co więcej, w drugich z wymienionych zakładów przeprowadzona została redukcja etatów – pracę utraciło 6190 osób.

### Wersje wyposażeniowe
- C-Max:
  - Ambiente
  - Trend
  - Edition – edycja limitowana
  - Titanium
- Grand C-Max:
  - Ambiente
  - Trend
  - Edition – edycja limitowana
  - Titanium

### Silniki
- 1.0 Turbo 125 KM
- 1.5 Turbo 150 KM (po liftingu)
- 1.5 Turbo 182 KM (po liftingu)
- 1.6 16V 85 KM
- 1.6 16V 105 i 125 KM
- 1.6 Turbo 16V 150 KM (przed liftingiem)
- 1.6 Turbo 16V 182 KM (przed liftingiem)
- 1.6 TDCi 95 KM
- 1.6 TDCi 115 KM
- 2.0 TDCi 115 KM
- 2.0 TDCi 136 KM
- 2.0 TDCi 140 KM
- 2.0 TDCi 163 KM